# Maralik
Maralik (in armeno Մարալիկ?) è una città di 5 386 abitanti (2001) della provincia di Shirak in Armenia.